# 쿠바과일먹는박쥐
쿠바과일먹는박쥐(Brachyphylla nana)는 주걱박쥐과(신세계잎코박쥐류)에 속하는 박쥐의 일종이다. 바하마와 케이맨 제도, 쿠바, 도미니카 공화국, 아이티, 자메이카, 터크스 케이커스 제도에서 발견된다.